# 2011年1月逝世人物列表
2011年逝世人物列表：1月 - 2月 - 3月 - 4月 - 5月 - 6月 - 7月 - 8月 - 9月 - 10月 - 11月 - 12月
2011年1月逝世人物列表，是用于汇总2011年1月期间逝世人物的列表。

## 依日期排序

### 1日
- 安娜·安妮（Anna Anni），84歲，義大利服裝設計師（奧賽羅）。[1]
- 格奧爾基·鮑爾，83歲，俄羅斯作家。[2]
- 布蘭科·博昆，90歲，南斯拉夫作家。[3]
- 彼得·布蘭森，86歲，英國海軍上將。[4]
- 羅賓·卡內基爵士，84歲，英國陸軍上將。[5]
- 查理斯·范伯勒，60歲，美國爵士音樂家和作曲家。[6]
- 布魯斯·哈利迪（Bruce Halliday），84歲，加拿大醫生和政治家，牛津大學議員（1974-1993）。[7]
- Gerd Michael Henneberg，88歲，德國演員。[8]
- 索尼婭·漢弗萊（Sonia Humphrey），63歲，澳大利亞電視節目主持人和記者。[9]
- 弗萊明·約根森（Flemming Jørgensen），63歲，丹麥演員和音樂家（Bamses Venner），心臟病發作。[10]
- 凡爾納·蘭登，69歲，美國音樂家、唱片製作人和化妝師。[11]
- 康斯坦丁·馬林，85歲，羅馬尼亞音樂家、指揮家和作曲家。[12]
- 約翰·奧爾金（John Olguin），89歲，美國水族館官員，卡布里洛海洋水族館館長（1949-1987）。[13]
- 比利·喬·巴頓（Billy Joe Patton），88歲，美國高爾夫球手。[14]
- 路易絲·賴斯（Louise Reiss），90歲，美國醫生，乳牙調查協調員。[15]
- 約翰·賴斯，92歲，美國棒球裁判（1955-1973）。[16]
- Faizal Yusof，32歲，馬來西亞演員，心臟病發作。[17]

### 2日
- 巴厘·拉姆·巴加特，88歲，印度政治家，人民院議長（1976-1977年）和拉賈斯坦邦州長（1993-1998年）。[18]
- 凱特·埃布利（Kate Ebli），52歲，美國政治家，密歇根州眾議院議員（2006-2010）。[19]
- 安妮·法蘭西斯（Anne Francis），80歲，美國女演員（《Honey West》《Forbidden Planet》《暮光之城》），胰腺癌。[20]
- 彼得·霍布斯（Peter Hobbs），92歲，法國出生的美國角色演員（巴尼·米勒（Barney Miller），盧·格蘭特（Lou Grant），奇怪的夫婦），在短暫生病後。[21]
- 漢斯·卡爾特，86歲，瑞士賽艇運動員，奧運會銀牌（1948年）和銅牌（1952年）得主。[22]
- 小埃米爾·馬森（Émile Masson Jr.），95歲，比利時自行車手，巴黎-魯貝和拉弗萊什瓦隆經典自行車賽冠軍。[注23]
- 約翰·奧斯本（John Osborne），74歲，蒙特塞拉特政治家，首席部長（1978-1991;2001-2006），長期患病。[24]
- 彼特·波斯特爾斯韋特，64歲，英國演員（《以父之名》《阿米斯塔德》《通常的嫌疑人》），胰腺癌。[25]
- William R. Ratchford，76歲，美國政治家，美國康涅狄格州眾議員（1979-1985），帕金森病併發症。[26]
- 比爾·羅伯遜（Bill Robertson），93歲，澳大利亞情報官員。[注27]
- Miriam Seegar，103歲，美國無聲電影女演員和室內設計師。[28]
- 沈天輝，87歲，中國化學家，中國科學院院士。[29]
- 派特裡夏·史密斯（Patricia Smith），80歲，美國女演員（《聖路易士精神》、《鮑勃·紐哈特秀》、《黛比·雷諾茲秀》）、心力衰竭。[注30]
- 瑪格特·史蒂文森（Margot Stevenson），98歲，美國舞臺和廣播女演員（《影子》）。[31]
- 司徒華，79歲，香港政治活動家，肺癌。[注32]
- 羅伯特·特朗布爾，91歲，澳大利亞作家和音樂家。[33]
- 哈裡·烏帕爾（Hari Uppal），84歲，印度舞者和舞蹈學院創始人。[34]
- 理查·溫特斯（Richard Winters），92歲，美國軍官和二戰老兵，在《兄弟連》中描繪了帕金森病。[注35]

### 3日
- 茱莉亞·邦茲（Julia Bonds），58歲，美國活動家，癌症。[36]
- 法迪爾·哈季奇，88歲，克羅埃西亞電影製片人、編劇、劇作家和記者。[注37]
- 吉爾·海沃斯（Jill Haworth），65歲，英國女演員（《出埃及記》《在傷害之路》《歌舞表演》《外界》），自然原因。[注38]
- 茲比格涅夫·亞雷姆斯基，61歲，波蘭運動員，1976年奧運會銀牌得主。[注39]
- 邁克爾·肯納利（Michael Kennelly），96歲，愛爾蘭出生的美國耶穌會神父，新奧爾良洛約拉大學校長（1970-1974），斯特拉克耶穌會學院預科的創始人。[40]
- Suchitra Mitra，86歲，印度歌手，心臟驟停。[41]
- 阿爾弗雷德·普羅克施（Alfred Proksch），102歲，奧地利運動員和平面設計師。[42]
- 約瑟夫·希洛奇（Yosef Shiloach），69歲，以色列演員，癌症。[43]
- 阿納托利·斯科羅霍德（Anatoliy Skorokhod），81歲，烏克蘭數學家。[44]
- 保羅·索爾德納（Paul Soldner），89歲，美國陶藝家。[注45]
- 伊娃·斯特裡特馬特，80歲，德國作家。[46]
- William Takaku，巴布亞紐幾內亞電影和戲劇演員、編劇和戲劇導演。[47]
- 斯坦利·托利弗（Stanley Tolliver），85歲，美國律師和民權宣導者。[48]
- Nakamura Tomijyuro V，81歲，日本歌舞伎演員，活著的國寶。[49]
- 亞歷克·伍德爾，92歲，英國政治家，海姆斯沃斯議員（1974-1987）。[50]

### 4日
- Mohamed Bouazizi，26歲，突尼西亞抗議者，自焚。[51]
- 格雷迪·查普曼（Grady Chapman），81歲，美國嘟嘟嘟歌手（The Robins），心力衰竭。[52]
- Chrysanth Chepil，73歲，俄羅斯東正教主教，維亞特卡-斯洛博茨科伊大都會。[53]
- B.H.弗裡德曼，84歲，美國作家和藝術評論家，肺炎。[54]
- Keki Byramjee Grant，90歲，印度心臟病專家。[55]
- 約翰·格雷爵士，92歲，英國生理學家。[56]
- 西里爾·哈裡斯（Cyril M. Harris），93歲，美國聲學工程師。[57]
- Hadayatullah Hübsch，64歲，德國記者。[注58]
- 米克·卡恩（Mick Karn），52歲，塞普勒斯出生的英國音樂家（日本），癌症。[59]
- 迪克·金-史密斯，88歲，英國作家（《羊豬》、《水馬》、《女王的鼻子》）。[60]
- 古斯塔沃·庫平斯基（Gustavo Kupinski），36歲，阿根廷吉他手（Los Piojos），交通事故。[61]
- 赫伯·米切爾（Herb Mitchell），73歲，美國演員（《實踐》、《葛底斯堡》、《奧斯汀·鮑爾斯：打我寒打的間諜》）。[62]
- 科恩·穆利恩（Coen Moulijn），73歲，荷蘭足球運動員，腦出血。[63]
- 阿裡·禮薩·巴列維，44歲，伊朗皇室成員，沙阿·穆罕默德·禮薩·巴列維的兒子，槍殺自殺。[64]
- 羅納德·帕菲特（Ronald Parfitt），97歲，英國奧運擊劍運動員。[65]
- 格裡·拉弗蒂（Gerry Rafferty），63歲，蘇格蘭創作歌手（“貝克街”，“與你一起困在中間”，“Right Down the Line”），肝功能衰竭。[66]
- 傑克·理查森（Jack Richardson），90歲，英國化學工程師。[67]
- Salmaan Taseer，66歲，巴基斯坦政治家，旁遮普省省長（自2008年起），被槍殺。[68]
- 鮑勃·烏斯丹（Bob Usdane），74歲，美國政治家，亞利桑那州參議院議員（1977-1991），短暫患病後。[69]

### 5日
- 吉姆·鄧肯（Jim Duncan），86歲，美式橄欖球運動員和教練。[70]
- 保羅·埃格森（Paul Egertson），75歲，美國路德會主教，心臟病發作。[71]
- 大衛·哈特（David Hart），66歲，英國政治活動家，作家和劇作家，運動神經元疾病。[72]
- 莉莉·馬里尼奧（Lily Marinho），89歲，巴西慈善家，聯合國教科文組織親善大使，呼吸衰竭。[73]
- Malangatana Ngwenya，74歲，莫三比克詩人和畫家，長期患病。[74]
- 87歲的美國科學家傑克·奧利弗（Jack Oliver）提供了支持板塊構造的地震證據。[75]
- 海倫·帕爾默（Helene Palmer），82歲，英國女演員（《加冕街》）。[76]
- 奧古斯丁·佩爾迪塞斯（Agustin Perdices），76歲，菲律賓政治家，東內格羅斯州州長（自2010年起），胃癌。[77]
- Assar Rönnlund，75歲，瑞典越野滑雪運動員，世界和奧運會冠軍。[78]
- 布萊恩·魯斯特（Brian Rust），88歲，英國爵士迪斯科舞廳演奏家和音樂記者。[79]
- David G. Trager，73歲，美國法學家，胰腺癌。[80]
- 比爾·澤勒（Bill Zeller），27歲，美國計算機程式員，自殺未遂併發症。[81]

### 6日
- Leovigildo Banaag，67歲，菲律賓政治家，心臟驟停。[82]
- 魯迪·巴斯（Rudi Bass），96歲，奧地利出生的美國平面藝術家，插畫家和作家。[83]
- 約翰·本多-撒母耳（John Bendor-Samuel），81歲，英國傳教士和語言學家，交通事故。[84]
- 湯姆·卡瓦納（Tom Cavanagh），28歲，美國冰球運動員（聖約瑟鯊魚隊），鈍器外傷。[85]
- 蘇珊娜·查韋斯（Susana Chávez），36歲，墨西哥詩人和人權活動家，被勒死。[86]
- 弗朗西斯科·德拉羅薩，44歲，多明尼加棒球運動員（巴爾的摩金鶯隊），長期患病。[87]
- 萊恩·杜倫，81歲，美國棒球運動員（費城費城人隊，紐約洋基隊）。[88]
- Ohan Durian，88歲，亞美尼亞作曲家。[89]
- 加德·格拉納赫，95歲，德國回憶錄作家，亞歷山大·格拉納赫的兒子。[90]
- 約翰·肯德爾（John D. Kendall），93歲，美國音樂教育家（鈴木方法），中風併發症。[91]
- 歐文·法默·甘迺迪，88歲，加拿大二戰戰鬥機飛行員。[92]
- 阿隆·金凱德，70歲，美國演員（《隱形比基尼的幽靈》、《蝙蝠俠：動畫系列》、《變形金剛》）、心力衰竭。[93]
- 加里·梅森（Gary Mason），48歲，英國拳擊手，自行車碰撞。[94]
- 烏切·奧卡福，43歲，奈及利亞足球運動員，被謀殺。[95]
- Andrzej Przeździecki，84歲，波蘭奧運擊劍運動員和教練。[96]
- 安東尼·塞米內里奧（Anthony S. Seminerio），75歲，美國政治家和被定罪的重罪犯，紐約州議會議員（1979-2009）。[97]
- 彼得·蘇明，64歲，俄羅斯政治家，車裡雅賓斯克州州長（1996-2010）。[98]
- 唐納德·泰森（Donald J. Tyson），80歲，美國企業高管，泰森食品公司董事長（1967-2001），癌症。[99]
- Vang Pao，81歲，老撾陸軍將軍和苗族社區領袖，秘密軍隊指揮官，肺炎。[100]
- Reg Ward，82歲，倫敦碼頭區開發公司英國首席執行官（1981-1987）。[101]
- 達格瑪·威爾遜，94歲，美國反核活動家，心力衰竭。[102]

### 7日
- Helga Bachmann，79歲，冰島女演員和導演。[103]
- 雷德·博羅姆，95歲，美國棒球運動員（底特律老虎隊）。[104]
- 埃迪·卡爾（Eddie Carr），87歲，美式足球運動員（三藩市49人隊）。[105]
- 卡洛斯·卡斯特羅，65歲，葡萄牙記者，被毆打。[106]
- 德里克·加德納（Derek Gardner），79歲，英國汽車和一級方程式賽車設計師。[107]
- Robert P. Hanrahan，76歲，美國政治家，美國伊利諾伊州眾議員（1973-1975）。[108]
- 喬治·哈裡斯，77歲，美國奧林匹克柔道運動員，白血病。[109]
- 比爾「老虎」詹森，84歲，美式橄欖球運動員（三藩市49人隊）和教練（辛辛那提孟加拉虎隊）。[110]
- Krzysztof Kolberger，60歲，波蘭演員，癌症。[111]
- Włodzimierz Ławniczak，51歲，波蘭記者，Telewizja Polska主席，長期患病。[112]
- 瓦爾·普喬（Val Puccio），45歲，美國職業摔跤手。[113]
- 理查·波爾多·派克，87歲，美國外交官。[114]
- 鮑比·羅賓遜（Bobby Robinson），93歲，美國唱片製作人。[115]
- Simona Senoner，17歲，義大利跳臺滑雪運動員。[116]
- 何塞·維達爾（José Vidal），70歲，多明尼加棒球運動員（克利夫蘭印第安人隊，西雅圖飛行員隊），癌症。[117]

### 8日
- 諾埃爾·安德魯斯，79歲，愛爾蘭拳擊評論員。[118]
- 喬伊·卡魯（Joey Carew），73歲，特立尼達板球運動員（西印度群島），動脈硬化。[119]
- Willi Dansgaard，88歲，丹麥古氣候學家。[120]
- 伊日·迪恩斯特比爾，73歲，捷克政治家，外交部長（1989-1992）。[121]
- 彼得·唐納森（Peter Donaldson），58歲，加拿大演員（《甜蜜的後世》、《新月的艾米麗》、《通往埃文利之路》），肺癌。[122]
- 漢斯·烏爾里希·恩格爾曼（Hans Ulrich Engelmann），89歲，德國作曲家。[123]
- 邁克·甘布里爾，75歲，英國奧運會自行車運動員，銅牌得主（1956年）。[124]
- 何塞·加西亞，84歲，烏拉圭足球運動員 [1]
- 奧列格·格拉巴爾（Oleg Grabar），81歲，美國伊斯蘭藝術史學家，心力衰竭。[125]
- 安赫爾·佩德拉薩，48歲，西班牙足球運動員和經理，癌症。[126]
- 曼努埃爾·佩斯塔納·菲略（Manuel Pestana Filho），82歲，巴西羅馬天主教主教，阿納波利斯主教（1978-2004）。[127]
- 胡安·皮克爾·西蒙（Juan Piquer Simón），74歲，西班牙電影導演（《碎片》，鼻涕蟲），肺癌。[128]
- 約翰·羅爾（John Roll），63歲，美國法學家，被槍殺。[129]
- 德爾·賴斯曼，86歲，美國電視製片人（《暮光之城》、《賤民》）和作家，WGAW主席（1991-1993），心臟驟停。[130]
- Elfa Secioria，51歲，印尼爵士鋼琴家。[131]
- Thorbjørn Svenssen，86歲，挪威足球運動員，為國家隊出場104次，中風。[132]
- 莫頓·斯威格（Morton Sweig），95歲，美國商人。[133]
- 克裡斯托弗·特朗博（Christopher Trumbo），70歲，美國編劇，腎癌。[134]
- 威廉·沃爾什（William F. Walsh），98歲，美國政治家，紐約州錫拉丘茲市市長（1961-1969），國會議員（1973-1979）。[135]
- 摩西，67歲，加拿大作曲家和歌手，癌症。[136]

### 9日
- 詹姆斯·阿科德（James Acord），66歲，美國雕塑家，自殺。[137]
- 維托爾·阿爾維斯（Vítor Alves），75歲，葡萄牙士兵和政治家，外交部成員，負責康乃馨革命，癌症。[138]
- 理查·布徹（Richard Butcher），29歲，英格蘭足球運動員（麥克爾斯菲爾德鎮），自然原因。[139]
- 露絲·卡文（Ruth Cavin），92歲，美國懸疑小說編輯，肺癌。[140]
- 黛比·弗裡德曼（Debbie Friedman），59歲，美國詞曲作者，肺炎。[141]
- 歐內斯特·李-斯蒂爾爵士（Sir Ernest Lee-Steere），98歲，澳大利亞賽馬官員，西澳大利亞珀斯市長（1972-1978）。[142]
- Makinti Napanangka，80年代，澳大利亞Papunya Tula藝術家。[143]
- 霍華德·華萊士·波洛克，90歲，美國政治家，美國阿拉斯加眾議員（1967-1971）。[144]
- 戴夫·西斯勒（Dave Sisler），79歲，美國棒球運動員（波士頓紅襪隊，辛辛那提紅人隊），前列腺癌。[145]
- 喬治·范布拉班特，84歲，比利時奧運選手 [2]
- Jerzy Woźniak，78歲，波蘭足球運動員（華沙萊吉亞）。[146]
- 彼得·耶茨，81歲，英國電影導演和製片人（《布利特》、《脫離》《克魯爾》）。[147]

### 10日
- 莉安娜·亞歷山德拉（Liana Alexandra），63歲，羅馬尼亞音樂教育家和作曲家。[148]
- 納西魯拉·巴巴爾，82歲，巴基斯坦士兵和政治家，開伯爾-普赫圖赫瓦省省長（1976-1977年）和內政部長（1993-1996年）。[149]
- 亞瑟·巴雷特（Arthur Barrett），83歲，英國足球運動員。[150]
- 比爾·鮑爾（Bill Bower），93歲，美國飛行員，杜利特爾突襲（Doolittle Raid）最後一名倖存的飛行員，因墜落而併發症。[151]
- 約翰·戴伊，47歲，美國演員（《天使的感動》、《使命之旅》、《傑克的地方》）、心臟病發作。[152]
- 多蘿西·弗蘭尼，97歲，美國奧運速度滑冰運動員。[153]
- Cookie Gilchrist，75歲，美式橄欖球運動員（布法羅比爾隊，丹佛野馬隊），癌症。[154]
- 喬·戈爾斯，79歲，美國小說家和編劇。[155]
- 約翰·格羅斯，75歲，英國文學評論家。[156]
- Miklós Hofer，79歲，匈牙利建築師。[157]
- 伯特·金尼爾，87歲，英國奧運游泳運動員。[158]
- 博拉·科斯蒂奇，80歲，塞爾維亞足球運動員（貝爾格勒紅星）。[159]
- Shota Kviraia，58歲，喬治亞政治家和安全官員。[160]
- Gideon Njoku，63歲，奈及利亞足球運動員和教練，心臟驟停。[161]
- 維韋克·肖克（Vivek Shauq），47歲，印度演員，喜劇演員，作家和歌手，心臟病發作。[162]
- A.W.B.辛普森，79歲，英國法律史學家。[163]
- 瑪麗亞·埃琳娜·沃爾什（María Elena Walsh），80歲，阿根廷音樂家，詩人和作家（“Manuelita la tortuga”），長期患病。[164]
- 約翰·沃德（John Ward），90歲，美國羅馬天主教主教，洛杉磯輔理主教（1963-1996）。[165]
- 加里·惠特布萊德（Gary Whitbread），53歲，英國板球運動員。[166]
- 瑪格麗特·懷廷（Margaret Whiting），86歲，美國流行歌手（《草地上的一棵樹》、《佛蒙特州的月光男孩》），自然原因。[167]

### 11日
- 佐爾坦·貝爾齊克，73歲，匈牙利乒乓球運動員和教練。[168]
- 拉爾夫·坎貝爾（Ralph Campbell），64歲，美國政治家，北卡羅來納州審計員（1992-2004），肺癌。[169]
- 芭芭拉·克萊頓夫人（Dame Barbara Clayton），88歲，英國病理學家。[170]
- 佐伊·多米尼克（Zoë Dominic），90歲，英國攝影師。[171]
- 埃貢·德魯斯（Egon Drews），84歲，德國奧運會銅牌得主（1952年）平水獨木舟。[172]
- 米蘭·埃爾切根，94歲，南斯拉夫國際摔跤聯合會主席（1972-2002）。[173]
- Kozo Haraguchi，100歲，日本田徑運動員，呼吸衰竭。[174]
- 安德列·瑪律尚（André Marchand），84歲，加拿大政治家，魁北克立法議會議員。[175]
- 馬蒂·馬特森（Matti Mattson），94歲，西班牙內戰（亞伯拉罕·林肯旅）的美國退伍軍人。[176]
- 約翰·莫迪諾斯，84歲，塞普勒斯歌劇男中音，心力衰竭。[177]
- 大衛·尼爾森（David Nelson），74歲，美國演員（《奧茲和哈麗特歷險記》《佩頓廣場》《哭泣的寶貝》），結腸癌。[178]
- 克努特·奧爾森（Knut Olsen），57歲，挪威記者和電視節目主持人，癌症。[179]
- 阿爾菲奧·佩拉博尼，56歲，義大利奧運會銅牌得主（1980年、1984年）水手，腦出血。[180]
- 李元日，50歲，韓國數字藝術策展人，心臟病發作。[181]
- Ze'ev Segal，63歲，以色列法學家和法律分析家。[182]
- 馬塞爾·特魯德爾（Marcel Trudel），93歲，加拿大歷史學家和作家，癌症。[183]

### 12日
- 阿斯維斯馬莫，85歲，印尼少將。
- 克萊瑪律·布奇（Clemar Bucci），90歲，阿根廷賽車手。[184]
- Hans Bütikofer，95歲，瑞士冬奧會雪橇銀牌得主（1936年）。[185]
- 霍華德·恩格爾曼（Howard Engleman），91歲，美國大學籃球運動員。[186]
- 保羅·皮切爾尼，88歲，美國演員（《賤民》、《年輕的已婚者》、《蠟像屋》），心臟病發作。[187]
- Terje Sagvolden，65歲，挪威神經科學家。[188]
- 肯尼斯·史蒂文森（Kenneth Stevenson），61歲，英國聖公會主教，朴茨茅斯主教（1995-2009），癌症。[189]
- Dawn Sylvia-Stasiewicz，52歲，美國訓犬師（Bo）和作家，呼吸窘迫。[190]

### 13日
- 瓦利·汗·巴巴爾（Wali Khan Babar），29歲，巴基斯坦記者，被槍殺。[191]
- 艾倫·巴特勒（Alan Butler），80歲，南非牧師。[192]
- 弗蘭克·卡拉布羅（Frank Calabro），86歲，義大利出生的澳大利亞運輸運營商和政治家，MLC（1970-1988）。[193]
- 米克·克雷明（Mick Cremin），87歲，澳大利亞橄欖球聯盟足球運動員。[194]
- 圖維亞·弗裡德曼（Tuviah Friedman），88歲，以色列納粹獵人。[195]
- 蜜雪兒·格拉頓（Michel Gratton），58歲，加拿大記者，總理布萊恩·瑪律羅尼（Brian Mulroney）的新聞秘書（1984-1987）。[196]
- Albert Heijn Jr.，83歲，荷蘭企業家，Albert Heijn連鎖超市的所有者。[197]
- Greg Hjorth，47歲，澳大利亞數學家和國際象棋選手，心臟病發作。[198]
- 赫爾穆特·蘭格（Hellmut Lange），87歲，德國演員（《兩個間諜的小夜曲》、《鑽石野生動物園》）。[199]
- 查理斯·馬斯喀特，48歲，馬爾他足球運動員。[200]
- Prabhakar Panshikar，79歲，印度舞台演員，長期患病。[201]
- 艾倫·索爾特，74歲，加拿大奧運舉重運動員。[202]
- 艾倫·斯圖爾特（Ellen Stewart），91歲，美國戲劇導演。[203]
- Marian Woyna-Orlewicz，97歲，波蘭越野滑雪運動員。[204]

### 14日
- 愛德華多·阿梅拉，82歲，阿根廷奧運射擊運動員。[205]
- 孫·阿克塞爾森，75歲，瑞典小說家。[206]
- 胡里奧·巴拉甘，82歲，阿根廷畫家。[207]
- 薩爾瓦托雷·坎塞米（Salvatore Cancemi），68歲，義大利黑手黨，中風。[208]
- 喬治亞·卡羅爾（Georgia Carroll），91歲，美國時裝模特和女演員（Yankee Doodle Dandy）。[209]
- 大衛·科倫，93歲，以色列政治家，以色列議會議員（1969-1977）。[210]
- Creep博士，69歲，美國電視節目主持人。[211]
- 斯蒂芬妮·格拉澤（Stephanie Glaser），90歲，瑞士女演員。[212]
- 馬蒂·戈爾德，95歲，美國作曲家、鋼琴家和樂隊領隊。[213]
- 細川俊之，70歲，日本演員，急性硬膜下血腫。[214]
- 劉華清，94歲，中國海軍司令（1982-1988）。[215]
- 彼得·波斯特，77歲，荷蘭自行車運動員，1964年巴黎-魯貝賽事冠軍。[216]
- 貝蒂·梅·泰格·跳躍者（Betty Mae Tiger Jumper），88歲，美國衛生官員和部落領袖，第一位領導塞米諾爾部落的女性（1967-71）。[217]
- Ben Wada，80歲，日本電視導演，食道癌。[218]
- 佩爾·奧拉夫·維肯，73歲，1968年挪威奧運會帆船銀牌得主。[219]

### 15日
- 艾倫·阿拉庫拉（Ellen Alaküla），83歲，愛沙尼亞女演員和戲劇教師。[220]
- 加斯頓·阿萊爾（Gaston Allaire），94歲，加拿大音樂學家。[221]
- Minhaj Barna，89歲，巴基斯坦記者。[222]
- 肯尼斯·格蘭特（Kenneth Grant），86歲，英國神秘學家和作家，提豐教團團長。[223]
- 羅伊·哈茨菲爾德（Roy Hartsfield），85歲，美國棒球運動員（波士頓勇士隊），多倫多藍鳥隊的第一任經理，肝癌併發症。[224]
- 哈威·詹姆斯（Harvey James），58歲，澳大利亞音樂家（Sherbet），肺癌。[225]
- 邁克爾·朗厄姆（Michael Langham），91歲，英國舞台導演和演員，胸部感染併發症。[226]
- 羅穆盧斯·林尼，80歲，美國劇作家，肺癌。[227]
- 納特·洛夫特豪斯，85歲，英國足球運動員（英格蘭博爾頓流浪者）。[228]
- 埃德·洛（Ed Lowe），64歲，美國記者（Newsday，長島出版社），肝癌。[229]
- 邁克·維伯特，60歲，澤西島政治家，教育、體育和文化部長（2005-2008），心臟病發作。[230]
- 蘇珊娜·約克（Susannah York），72歲，英國女演員（湯姆·鐘斯（Tom Jones），《超人》，《他們射馬》，不是嗎？），骨髓癌。[231]
- 希爾德·紮克（Hilde Zach），68歲，奧地利政治家，因斯布魯克市長（2002-2010）。[232]
- 曾憲義，74歲，中國法學教授。[233]

### 16日
- 奧古斯托·阿爾蓋羅，76歲，西班牙作曲家和指揮家，心臟驟停。[234]
- 米格爾·安赫爾·阿爾瓦雷斯（Miguel Ángel Álvarez），88歲，波多黎各喜劇演員和演員，呼吸衰竭。[235]
- 朱利安·阿斯奎斯，第二代牛津和阿斯奎斯伯爵，94歲，英國貴族和外交官，聖盧西亞行政長官（1958-1962），塞席爾總督（1962-1967）。[236]
- 大衛·克勞利（David Crowley），72歲，美國政治家，癌症。[237]
- Hovhannes Bedros XVIII Kasparian，83歲，埃及出生的黎巴嫩亞美尼亞天主教主教，奇里乞亞宗主教（1982-1998）。[238]
- 米爾頓·萊文，97歲，美國企業家，米爾頓叔叔螞蟻農場的發明者。[239]
- 史蒂夫·普雷斯蒂奇（Steve Prestwich），56歲，英國出生的澳大利亞鼓手（Cold Chisel，Little River Band）和詞曲作者，腦瘤。[240]
- 雷納爾多·彭德（Reinaldo Pünder），72歲，德國出生的巴西羅馬天主教主教，科羅阿塔主教（自1978年起）。[241]
- 葉培達，95歲，中國電信工程師，北京郵電學院院長。[242]
- 斯蒂夫卡·約爾達諾娃，64歲，保加利亞短跑運動員和中長跑運動員。[243]

### 17日
- 瑪麗娜·阿布羅斯基娜，43歲，俄羅斯籃球運動員，腦瘤。
- 尤爾根·巴特（Jürgen Barth），67歲，德國奧運自行車運動員。[244]
- 布萊恩·布拜爾（Brian Boobbyer），82歲，英國橄欖球聯盟球員和板球運動員。[245]
- 大衛·布拉德比，68歲，英國戲劇學者。[246]
- Sjonni Brink，36歲，冰島音樂家和歌手，中風併發症。[247]
- 伯納德·克羅斯蘭爵士，87歲，英國工程師，貝爾法斯特女王大學副校長（1978-1982）。[248]
- 佩里·柯林（Perry Currin），82歲，美國棒球運動員（聖路易士布朗隊），心力衰竭。[249]
- 基思·大衛（Keith Davey），84歲，加拿大政治家和競選召集人，參議員（1966-1996）。[250]
- 吉塔·戴伊（Gita Dey），79歲，印度女演員，心臟驟停。[251]
- 讓·杜圖爾，91歲，法國小說家。[252]
- Vern Kaiser，85歲，加拿大冰球運動員（蒙特利爾加拿大人）。[253]
- 唐·基什納，76歲，美國唱片製作人和詞曲作者，唐·基什納搖滾音樂會主持人，心力衰竭。[254]
- Robert W. Mackenzie，82歲，加拿大勞工召集人和政治家，安大略省勞工部長（1990-1994）。[255]
- 約翰·羅斯（John Ross），72歲，美國活動家，作家和記者，肝癌。[256]
- 櫻井伸一郎，81歲，日本汽車工程師，心力衰竭。[257]

### 18日
- 查理·考德里（Charlie Cowdrey），77歲，美式橄欖球教練（伊利諾伊州立大學西南學院）。[258]
- 喬治·克勞（George Crowe），89歲，美國棒球運動員（聖路易斯紅雀隊）。[259]
- 傑爾·德諾布爾（Jerre DeNoble），87歲，美國棒球運動員（全美女子職業棒球聯盟）。[260]
- 尤金妮亞·埃斯庫德羅，96歲，墨西哥奧運擊劍運動員。[261]
- 阿爾·葛籣瓦爾德，80歲，美國棒球運動員。[262]
- 鄧肯·霍爾（Duncan Hall），85歲，澳大利亞橄欖球聯盟球員。[263]
- 約翰·赫里維爾（John Herivel），92歲，布萊切利公園（Bletchley Park）的英國密碼破譯者。[264]
- 安東尼·庫巴萊克（Antonín Kubálek），75歲，捷克出生的加拿大鋼琴家，腦瘤併發症。[265]
- 吉姆·麥克馬納斯（Jim McManus），70歲，美國網球運動員。[266]
- 克利斯蒂安·帕圖爾采（Cristian Paţurcă），46歲，羅馬尼亞作曲家。[267]
- 米爾頓·羅戈文（Milton Rogovin），101歲，美國紀實攝影師。[268]
- 雅克·薩爾（Jacques Sarr），76歲，塞內加爾羅馬天主教主教，蒂耶斯主教（自1986年起）。[269]
- 薩金特·施萊佛，95歲，美國外交官和政治家，駐法國大使（1968-1970），副總統提名人（1972年），阿爾茨海默病併發症。[270]
- 埃德加·塔菲爾（Edgar Tafel），98歲，美國建築師。[271]

### 19日
- 約翰·巴恩斯（John Barnes），94歲，澳大利亞板球運動員。[272]
- 涅瓦·伊根，96歲，美國教育家，阿拉斯加第一夫人（1959-1966,1970-1974），威廉·艾倫·伊根的遺孀。[273]
- 喬治·弗蘭克，92歲，美式足球運動員（紐約巨人隊）。[274]
- 韋恩·格裡沙姆（Wayne R. Grisham），88歲，美國政治家，加利福尼亞州眾議員（1979-1983）。[275]
- 米哈伊·約內斯庫，74歲，羅馬尼亞足球運動員（Petrolul Ploieşti，羅馬尼亞）。[276]
- 何塞·庫蘇加克（Jose Kusugak），60歲，加拿大因紐特人領袖，膀胱癌。[277]
- 詹姆斯·奧格溫（James O'Gwynn），82歲，美國鄉村音樂歌手，肺炎。[278]
- 布萊斯·波斯特爾斯（Bryce Postles），79歲，紐西蘭板球運動員。[279]
- 拉米羅·薩拉伊瓦·格雷羅，92歲，巴西政治家，外交部長（1979-1985）。[280]
- 鮑勃·斯科特（Bob Scott），79歲，澳大利亞政治家，昆士蘭州庫克立法議會議員（1977-1989）。[281]
- 威爾弗里德·希德（Wilfrid Sheed），80歲，英國出生的美國小說家和散文家，尿毒癥。[282]
- 卡拉·斯沃特（Carla Swart），23歲，南非自行車手，交通事故。[283]
- 希拉·德維·懷巴（Hira Devi Waiba），71歲，尼泊爾民謠歌手，因火災受傷。[284]
- 鮑勃·楊（Bob Young），87歲，美國新聞記者和主播（ABC世界新聞）。[285]

### 20日
- 肯思·安德森（Kenth Andersson），66歲，瑞典中長跑運動員。[286]
- 莫裡斯·布朗，91歲，英國皇家空軍戰鬥機飛行員。[287]
- 何塞·路易士·卡斯特羅·阿吉雷（José Luis Castro Aguirre），67歲，墨西哥魚類學家。[288]
- 愛德華多·達維諾（Eduardo Davino），81歲，義大利羅馬天主教主教，帕萊斯特裡納主教（1997-2005）。[289]
- 布魯斯·戈登（Bruce Gordon），94歲，美國演員（《賤民》、《佩頓廣場》、《食人魚》）。[290]
- 歐內斯特·麥卡洛克（Ernest McCulloch），84歲，加拿大生物學家。[291]
- Miesque，27歲，法國賽馬，被安樂死。[292]
- F.A.內特爾貝克，60歲，美國詩人。[293]
- 何塞·奧爾蒂斯（José Ortiz），63歲，波多黎各棒球運動員。[294]
- 索尼婭·佩雷斯，87歲，以色列第一夫人。[295]
- 雷諾茲·普萊斯（Reynolds Price），77歲，美國作家，杜克大學教授，心臟病發作。[296]
- 約翰·雅各·羅德斯三世，67歲，美國政治家，美國亞利桑那州眾議員（1987-1993）。[297]
- 歐仁尼奧·薩勒蘇，87歲，安哥拉羅馬天主教主教，馬蘭熱主教（1977-1998）。[298]
- 性感的科拉，23歲，德國色情女演員，豐胸手術併發症。[299]
- 威廉·希普利（William Shipley），89歲，美國語言學家，肺炎併發症。[300]
- 艾倫·烏格洛（Alan Uglow），69歲，英國出生的美國畫家，肺癌。[301]
- Gus Zernial，87歲，美國棒球運動員（奧克蘭田徑隊、底特律老虎隊、芝加哥白襪隊），心力衰竭。[302]

### 21日
- 西奧尼·奧爾德雷奇（Theoni V. Aldredge），88歲，希臘出生的美國服裝設計師（《捉鬼敢死隊》、《網路》、《了不起的蓋茨比》），奧斯卡獎得主（1975年）。[303]
- 羅伯特·科胡，99歲，法國奧運籃球運動員。[304]
- 彼得·德莫斯，87歲，澳大利亞奧運籃球運動員。[305]
- 傑伊·迦納（Jay Garner），82歲，美國演員（《天堂的便士》，25世紀的巴克·羅傑斯），呼吸衰竭。[306]
- 托尼·蓋斯（Tony Geiss），86歲，美國電視編劇和作曲家（《芝麻街》），艾美獎得主，跌倒併發症。[307]
- 埃馬努埃萊·傑拉達（Emanuele Gerada），90歲，馬爾他羅馬天主教主教，Nomentum名義上的大主教，愛爾蘭使徒大使（1989-1995）。[308]
- 赫伯·格雷，76歲，美國出生的加拿大足球運動員（溫尼伯藍色轟炸機隊）。[309]
- Barney F. Hajiro，94歲，美國士兵，曾是最年長的榮譽勳章獲得者。[310]
- 沃利·休斯（Wally Hughes），76歲，英國足球教練。[311]
- 鄧尼斯·奧本海姆（Dennis Oppenheim），72歲，美國藝術家，肝癌。[312]
- E. V. V. Satyanarayana，54歲，印度泰盧固語電影導演，喉癌和心臟驟停。[313]

### 22日
- 維吉爾·阿金斯，82歲，美國拳擊手，世界次中量級冠軍（1958年）。[314]
- Solange Bertrand，97歲，法國藝術家。[315]
- 錢多斯·布萊爾爵士，91歲，英國陸軍上將。[316]
- 拉爾夫·費爾頓（Ralph Felton），78歲，美式足球運動員（華盛頓紅人隊）。[317]
- 阿斯拉姆·霍哈爾（Aslam Khokhar），91歲，巴基斯坦板球運動員。[318]
- 昆汀·奧蘭多，91歲，美國政治家，賓夕法尼亞州參議院議員（1973-1980）。[319]
- 朴完燮，79歲，韓國小說家，癌症。[320]
- 勒內·皮切（René Piché），79歲，加拿大政治家。[321]
- 鮑比·坡（Bobby Poe），77歲，美國流行歌手，詞曲作者和推廣人，血栓。[322]
- 加里·施賴德（Gary Schreider），76歲，加拿大足球運動員。[323]
- 威廉·施雷爾（William Schreyer），83歲，美國企業高管，美林證券董事長兼首席執行官（1985-1993）。[324]
- 露易絲·史密斯，81歲，加拿大舞蹈家（加拿大國家芭蕾舞團）。[325]
- 圖莉亞·澤維，91歲，義大利記者和政治家，義大利猶太社區領袖。[326]

### 23日
- 丹尼·布拉漢姆（Danny Brabham），69歲，美式足球運動員（休斯頓油人隊，辛辛那提孟加拉虎隊）。[327]
- 埃德·迪亞斯（Ed Dyas），71歲，美式橄欖球運動員（奧本老虎隊），大學橄欖球名人堂成員，胃癌。[328]
- 彼得·吉布（Peter Gibb），56歲，澳大利亞罪犯，心臟病發作。[329]
- Ole Kopreitan，73歲，挪威政治活動家。[330]
- 傑克·拉蘭內（Jack LaLanne），96歲，美國健身和營養專家，肺炎。[331]
- Poppa Neutrino，77歲，美國冒險家，乘坐廢棄材料製成的木筏穿越大西洋，心力衰竭。[332]
- 路易絲·拉吉奧（Louise Raggio），91歲，美國律師。[333]
- 諾維卡·塔迪奇，62歲，南斯拉夫詩人。[334]
- 尼爾·特魯斯科特（Neil Truscott），88歲，澳大利亞外交官。[335]

### 24日
- 亞歷克·博登，85歲，蘇格蘭足球運動員（塞爾特人）。[336]
- Bernd Eichinger，61歲，德國電影製片人（《永無止境的故事》、《生化危機》、《神奇四俠》），心臟病發作。[337]
- 大衛·弗萊，77歲，美國諷刺作家和理查·尼克鬆的模仿者，心肺驟停。[338]
- 菲爾·加利（Phil Gallie），71歲，英國政治家，艾爾議員（1992-97），蘇格蘭南部議員（1999-2007）。[339]
- 小巴里·李·霍爾（Barrie Lee Hall， Jr.），61歲，美國爵士小號手和樂隊領隊（艾靈頓公爵）。[340]
- Basil F. Heath，93歲，加拿大出生的美國莫霍克演員和特技演員。[341]
- Bhimsen Joshi，88歲，印度音樂家，巴拉特·拉特納獎獲得者。[342]
- 弗朗西斯科·馬塔，78歲，委內瑞拉民謠歌手和作曲家。[需要引證]
- 傑克·馬西森（Jack Matheson），86歲，加拿大體育記者。[343]
- 撒母耳·魯伊斯（Samuel Ruiz），86歲，墨西哥羅馬天主教主教，聖克裡斯托瓦爾·德拉斯·卡薩斯主教（1959-2000）。[344]
- 安娜·亞布隆斯卡婭（Anna Yablonskaya），29歲，烏克蘭劇作家，炸彈襲擊。[345]

### 25日
- 丹尼爾·貝爾，91歲，美國社會學家。[346]
- 文森特·克羅寧，86歲，英國作家。[347]
- 艾莉森·蓋斯勒（Alison Geissler），103歲，英國玻璃雕刻師。[348]
- 比爾·霍爾登，82歲，英國足球運動員。[349]
- 阿爾托·賈瓦奈寧，51歲，芬蘭冰球運動員（匹茲堡企鵝隊），長期患病。[350]
- Kotha Satchidananda Murthy，86歲，印度哲學家。[351]
- 甘加·巴哈杜爾·塔帕（Ganga Bahadur Thapa），75-76歲，尼泊爾奧運選手。[352]

### 26日
- 安娜·阿萬齊尼（Anna Avanzini），93歲，義大利奧林匹克體操運動員。[353]
- 羅伯特·克魯克，81歲，美國政治家，密西西比州參議院議員（1964-1992）。[354]
- Mike DeBardeleben，70歲，美國罪犯，肺炎。[355]
- 約翰·赫伯特（John Herbert），81歲，巴西演員，肺氣腫。[356]
- 格拉迪斯·霍頓（Gladys Horton），65歲，美國R&B歌手（The Marvelettes），中風併發症。[357]
- 大衛·加藤（David Kato），46歲，烏干達同性戀權利活動家，被鎚子毆打。[358]
- R.F.蘭利，72歲，英國詩人和日記作家。[359]
- 查理·盧文（Charlie Louvin），83歲，美國鄉村音樂歌手（The Louvin Brothers），胰腺癌。[360]
- 瑪麗亞·梅卡德（MaríaMercader），92歲，西班牙女演員。[361]
- 埃迪·莫杜（Eddie Mordue），83歲，英國薩克斯管演奏家。[362]
- Tore Sjöstrand，89歲，瑞典奧運會金牌得主（1948年）。[363]

### 27日
- 查理·卡拉斯，86歲，美國喜劇演員和演員（《彼特的龍》、《無聲電影》、《開關》）。[364]
- 利亞娜·杜米特雷斯庫，38歲，羅馬尼亞政治家，眾議院議員（自2004年起），中風。[365]
- 威廉·伊格爾頓（William L. Eagleton），84歲，美國外交官。[366]
- Mārtiņš Freimanis，33歲，拉脫維亞音樂家（F.L.Y.）和演員，在2003年歐洲歌唱大賽上演出，流感。[367]
- 亨利·古森（Henri Goosen），84歲，法國奧運跳水運動員。[368]
- 漢尼莫爾·格拉姆，92歲，挪威奧運會高山滑雪運動員。[369]
- 博伊德·柯克蘭（Boyd Kirkland），60歲，美國動畫製片人和導演（《蝙蝠俠：動畫系列》、《X戰警：進化》、《G.I. Joe：真正的美國英雄》），肺纖維化。[370]
- 瓦茨勞·馬爾他，79歲，巴西奧林匹克現代五項全能運動員。[371]
- 沃恩·曼查（Vaughn Mancha），89歲，美式橄欖球運動員（波士頓揚克斯），心力衰竭。[372]
- Svein Mathisen，58歲，挪威足球運動員（IK Start），癌症。[373]
- 布奇·麥考德，85歲，美國黑人聯盟棒球運動員。[374]
- 戴安娜·諾曼（Diana Norman），77歲，英國作家和記者。[375]
- Don Rondo，81歲，美國歌手（“White Silver Sands”），肺癌。[376]
- Tøger Seidenfaden，53歲，丹麥報紙主編（Politiken），癌症。[377]
- Guy J. Velella，66歲，美國政治家和被定罪的罪犯，紐約州議員（1973-1982）和州參議員（1986-2004），肺癌。[378]
- Kjeld Vibe，83歲，挪威外交官，駐美國大使。[379]
- 威廉·威廉姆斯，83歲，加拿大冶金工程師。[380]

### 28日
- 哈米達·巴爾馬基（Hamida Barmaki），40歲，阿富汗法學教授和人權活動家，自殺式炸彈襲擊。[381]
- 威廉·巴特利（William Bartley），94歲，美國飛行員。[382]
- 肯·卡彭特，84歲，美式足球運動員（克利夫蘭布朗隊）。[383]
- 雷蒙德·科恩（Raymond Cohen），91歲，英國小提琴家。[384]
- 凱倫·克羅米（Karen Cromie），31歲，英國殘奧會運動員，跳樓自殺。[385]
- 蘇希爾·庫瑪律·達拉（Sushil Kumar Dhara），99歲，印度革命者。[386]
- 達里什·霍馬永，82歲，伊朗政治家和記者，信息和旅遊部長（1977-1978）。[387]
- 梅根·麥克尼爾（Megan McNeil），20歲，加拿大歌手，腎上腺癌。[388]
- 瑪格麗特·普萊斯夫人，69歲，英國女高音，心力衰竭。[389]

### 29日
- 伊恩·阿卜杜拉（Ian Abdulla），63-64歲，澳大利亞藝術家，癌症。[390]
- 侯賽因·阿爾菲（Hussein El-Alfy），83歲，埃及賽艇運動員。[391]
- 米爾頓·巴比特，94歲，美國作曲家。[392]
- 扎赫拉·巴赫拉米（Zahra Bahrami），46歲，荷蘭-伊朗抗議者，被定罪的毒販，被處以絞刑。[393]
- 威廉·貝特（William J. Bate），76歲，美國政治家。[394]
- 何塞·洛皮斯·科羅納，92歲，西班牙足球運動員。[395]
- 布魯斯·傑克遜（Bruce Jackson），62歲，美國音訊工程師，飛機失事。[396]
- 洛琳·賴斯·盧卡斯（Loreen Rice Lucas），96歲，加拿大作家。[397]
- 赫馬耶爾·瑪蒂娜（Hemayel Martina），20歲，古拉梳翁詩人，交通事故併發症。[398]
- 雷蒙德·麥克萊恩（Raymond McClean），78歲，北愛爾蘭政治家和醫生，德里市長（1973-1974）。[399]
- 埃米利奧·奧格涅諾維奇（Emilio Ogñénovich），88歲，阿根廷羅馬天主教主教，梅賽德斯-盧漢大主教（1982-2000）。[400]
- 孫諾拉，72歲，華裔美國外交官、女商人和作家，孫中山的孫女，車禍受傷。[401]
- 多蘿西·湯普森（Dorothy Thompson），87歲，英國社會歷史學家。[402]
- 伊曼紐爾·瓦爾迪（Emanuel Vardi），95歲，以色列出生的美國中提琴家，癌症。[403]
- 麗莎·沃菲（Liza Vorfi），86歲，阿爾巴尼亞舞台女演員，長期患病。[404]
- 諾曼·威爾金森（Norman Wilkinson），79歲，英國足球運動員。[405]

### 30日
- 布萊恩·巴里特（Brian Barritt），76歲，英國作家，藝術家和反主流文化人物。[406]
- 約翰·巴里，77歲，英國電影配樂作曲家（《來自俄羅斯的愛》《卓別林》《走出非洲》），五次奧斯卡獎得主，心臟病發作。[407]
- Ajahn Maha Bua，97歲，泰國佛教僧侶。[408]
- J·埃利奧特·伯奇（J. Elliott Burch），86歲，美國名人堂賽馬訓練師，肺炎。[409]
- 邁克爾·赫爾佐格，58歲，奧地利冰球運動員。[410]
- 查理斯·諾蘭，53歲，美國時裝設計師，頭頸部癌症。[411]
- 伯納德·奧布萊恩（Bernard O'Brien），96歲，美國政治家，賓夕法尼亞州眾議院議員（1965-1980）。[412]
- Ian R. Porteous，80歲，英國數學家。[413]
- 山本久惠，89歲，美國作家。[414]

### 31日
- 埃爾南·阿爾瓦拉多·索拉諾（Hernán Alvarado Solano），65歲，哥倫比亞羅馬天主教主教，瓜皮代牧使徒（自2001年起）。[415]
- 巴爾托洛梅烏·阿納尼亞，89歲，克盧日-納波卡、阿爾巴尤利亞、克里沙納和馬拉穆列什的羅馬尼亞東正教大都會（自1993年起）。[416]
- A.C.巴圖利斯，83歲，美國商人和政治家。[417]
- 雷蒙德·查利諾（Raymond Challinor），81歲，英國歷史學家。[418]
- 尼古拉·多里佐，87歲，俄羅斯詩人。[419]
- Zilpha Grant，91歲，英國奧運游泳運動員。[420]
- 斯圖爾特·胡德（Stuart Hood），95歲，蘇格蘭作家和電視主管，BBC電視台總監（1961-1964）。[421]
- 查理斯·卡曼（Charles Kaman），91歲，美國航空工程師，卡曼飛機和歡呼吉他公司的創始人。[422]
- 塔利·莫納斯季廖夫，71歲，蘇聯奧運滑雪運動員。[423]
- 尼爾多·帕倫特（Nildo Parente），76-77歲，巴西演員，中風。[424]
- 馬克·里安（Mark Ryan），51歲，英國音樂家（《亞當與螞蟻》），肝損傷併發症。[425]
- 查理斯·塞利爾，67歲，美國影視製片人（《灰熊亞當斯的生平與時代》）。[426]
- N. Khelchandra Singh，90歲，印度作家、詞典編纂者和歷史學家。[427]
- 邁克爾·托蘭，85歲，美國演員（《有史以來最偉大的故事》、《瑪麗·泰勒·摩爾秀》、《假定無辜》）、心臟病和腎功能衰竭。[428]
- 諾曼·厄普理查德，82歲，北愛爾蘭足球運動員。[429]
- Doc Williams，96歲，美國鄉村音樂表演者。[430]